# Temple (métro de Paris)
Pour les articles homonymes, voir Temple (homonymie).
Temple est une station de la ligne 3 du métro de Paris, située dans le 3e arrondissement de Paris.

## Situation
La station est implantée à la limite entre le quartier des Arts-et-Métiers à l'ouest et le quartier des Enfants-Rouges au sud-est, non loin de leurs limites respectives avec le quartier de la Porte-Saint-Martin (10e arrondissement) au nord et le quartier de la Folie-Méricourt (11e arrondissement) à l'est. Elle est établie sous la rue de Turbigo à son débouché sur la rue du Temple, où se trouve la place Élisabeth-Dmitrieff. Orientée selon un axe nord-est/sud-ouest, elle s'intercale entre les stations Arts et Métiers et République, cette dernière lui étant géographiquement très proche.
Le tunnel de la ligne 11 entre les deux stations précitées passe également à proximité immédiate de la station Temple, sans toutefois desservir cette dernière.

## Histoire
La station est ouverte le 19 octobre 1904 avec la mise en service du premier tronçon de la ligne 3, entre les terminus provisoires d'Avenue de Villiers (aujourd'hui Villiers) et de Père Lachaise.
Elle doit sa dénomination à sa proximité avec la rue du Temple, dont le nom renvoie à l'ordre des Templiers, installé au milieu du XIIIe siècle dans ce secteur dit quartier du Temple.
Le toponyme de Temple est par ailleurs un des deux noms partagés par des stations des réseaux de Londres et de Paris, avec Saint-Paul sur la ligne 1. La station Temple du métro de Londres se trouve sur les lignes Circle et District, entre les stations Embankment et Blackfriars. À l'image de son homonyme parisienne, elle tient son appellation des Templiers.
Dans les années 1960, les quais font l'objet d'une première modernisation par la mise en place d'un carrossage métallique sur les piédroits, doté de montants horizontaux de couleur vert d'eau ainsi que de cadres publicitaires dorés, éclairés par le haut. Cet aménagement, alors largement déployé sur le réseau en tant que moyen de rénover les stations rapidement et à moindre coût, voit ses lambris métalliques repeints en jaune orangé dans les années 1990 et ses bancs remplacés par des sièges de style « Motte » rouges, lesquels rompent ainsi l'uniformité colorimétrique de la décoration.
Dans le cadre du programme « Renouveau du métro » de la RATP, l'ensemble de la station est rénovée le 29 octobre 2003, ce qui entraîne le retrait définitif du carrossage publicitaire sur les quais au profit d'un renouvellement à l'identique du carrelage blanc biseauté d'origine.

### Fréquentation
Selon les estimations de la RATP, la station a vu entrer 1 194 283 voyageurs en 2019, ce qui la place à la 286e position des stations de métro pour sa fréquentation sur 302,. En 2020, avec la crise du Covid-19, son trafic annuel tombe à 731 355 voyageurs, la classant alors au la 276e rang sur 304,, avant de remonter progressivement en 2021 avec 891 858 entrants comptabilisés, la reléguant de nouveau à la 286e position des stations du réseau pour sa fréquentation cette année-là, toujours sur 304. Elle demeure la station la moins fréquentée de la ligne 3 de par sa proximité géographique avec la station République, desservie à elle seule par cinq lignes de métro distinctes.

## Services aux voyageurs

### Accès

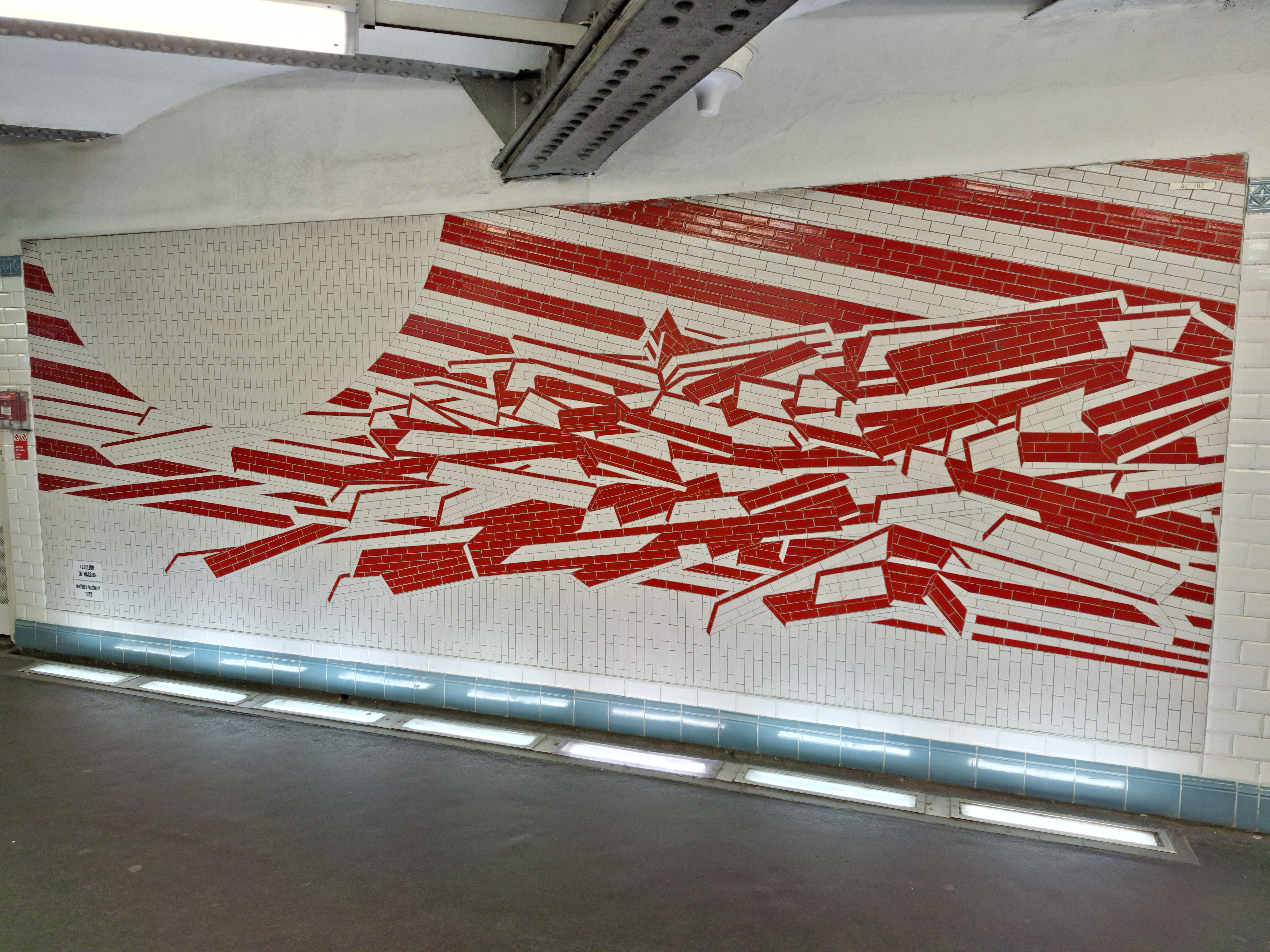
Mosaïque Couleur en masses de l'artiste Hervé Mathieu-Bachelot, entre les quais et le hall d'accueil.

La station dispose d'un unique accès intitulé « Place Élisabeth-Dmitrieff », débouchant sur la place précitée, formée par l'angle des rues du Temple et de Turbigo (baptisée en l’honneur d’Élisabeth Dmitrieff le 8 mars 2007 à l'occasion de la Journée internationale des femmes). Constitué d'un escalier fixe, il est orné d'un édicule Guimard, lequel est inscrit au titre des monuments historiques initialement par l'arrêté du 29 mai 1978, abrogé depuis au profit de l'arrêté du 12 février 2016.

Accès à la station
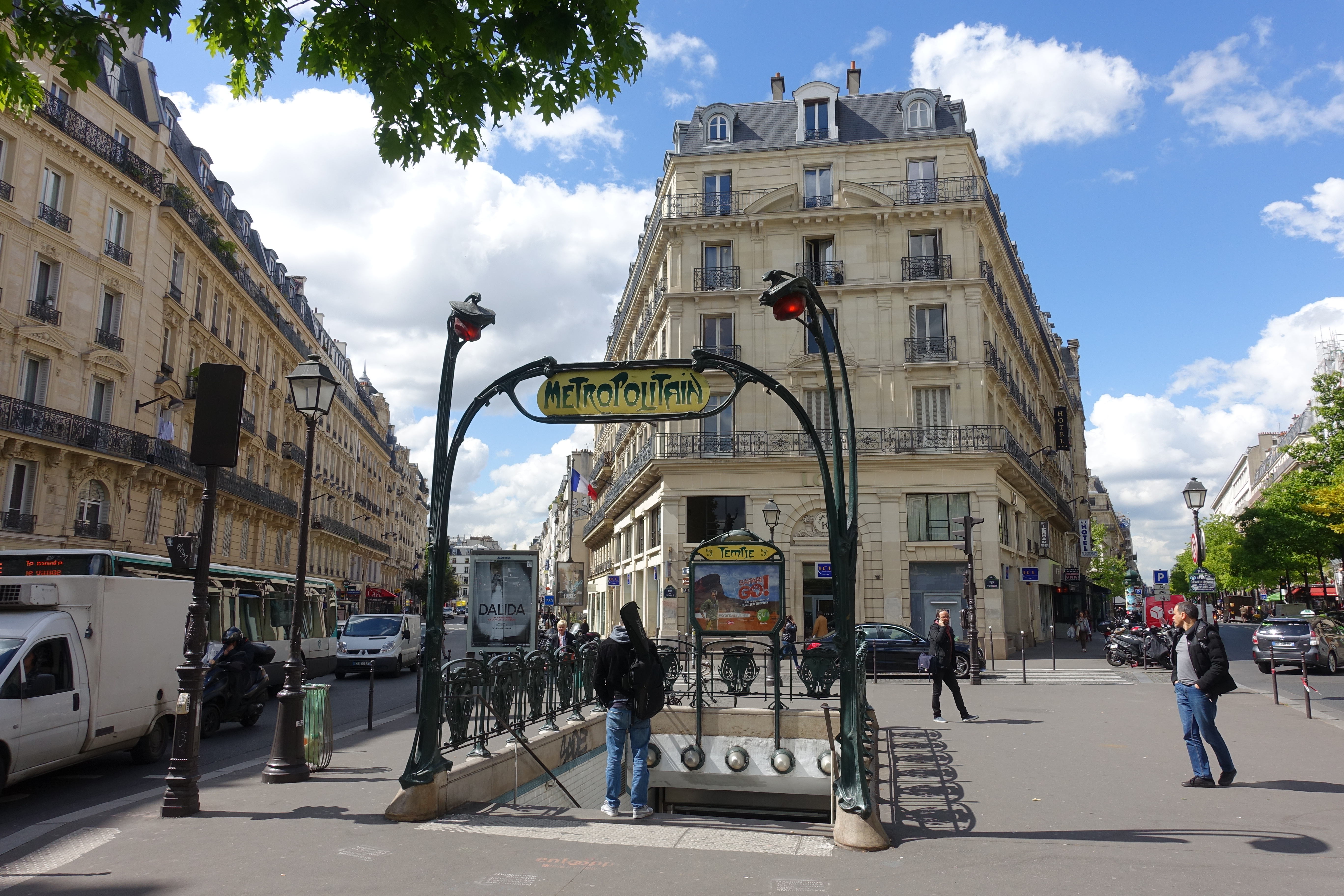
L'unique entrée de la station avec son édicule Guimard.
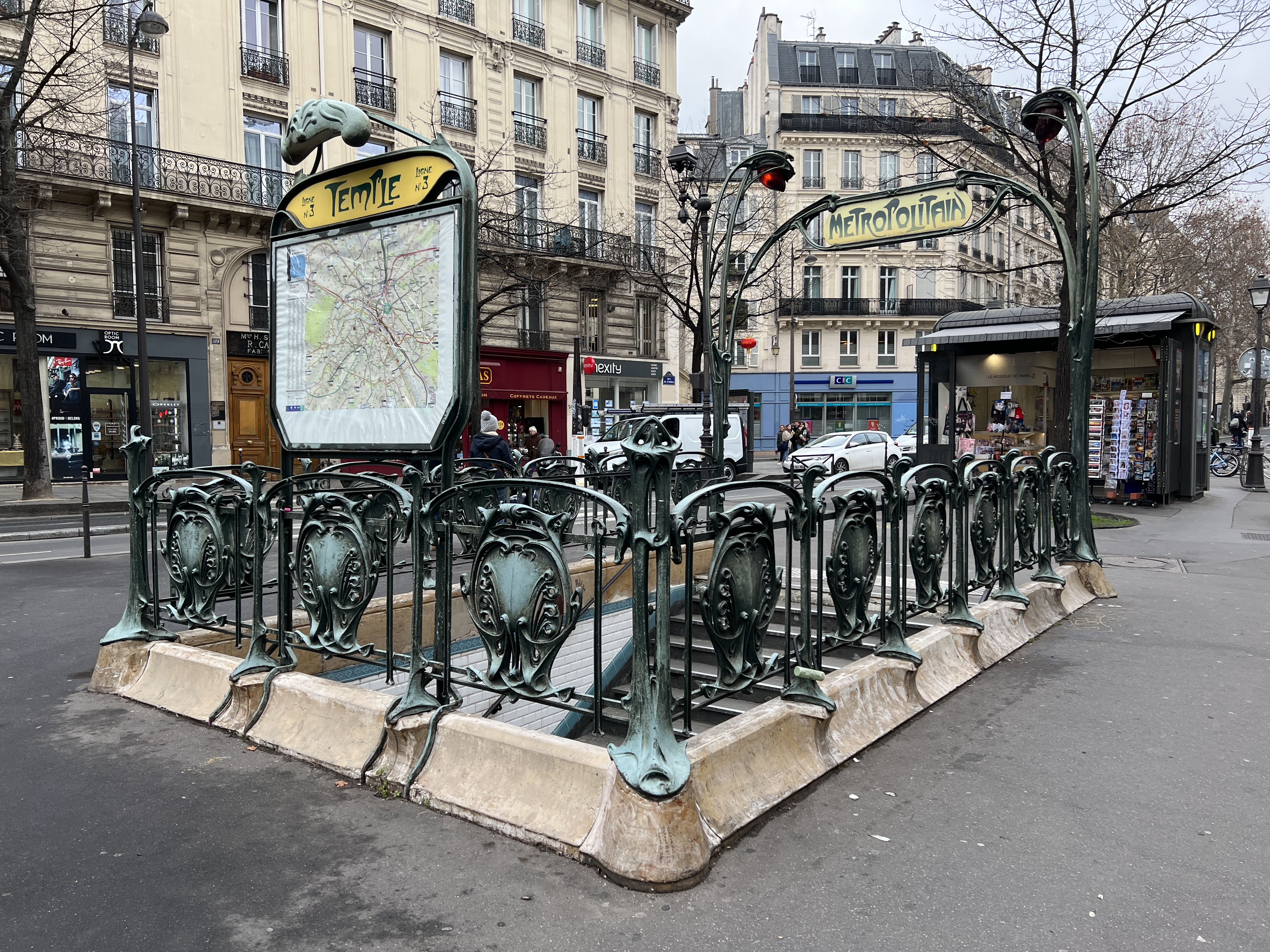
Vue arrière latérale de l'édicule d'accès.

Une mosaïque de l'artiste français Hervé Mathieu-Bachelot, intitulée Couleur en masses, est installée depuis 1982 sur un piédroit entre la salle de distribution et les couloirs d'accès aux quais. Elle est essentiellement composée d'obliques formées de carreaux plats et fins, en grès étiré rouge et blanc, comme l'essentiel des œuvres que ce conseiller artistique de la RATP a réalisées pour le métro de Paris dans les années 1980.

### Quais
Temple est une station de configuration standard pour le métro de Paris : elle possède deux quais, d'une longueur conventionnelle de 75 mètres, séparés par les voies du métro situées au centre et la voûte est elliptique. La décoration est du style utilisé pour la majorité des stations de métro : les bandeaux d'éclairage sont blancs et arrondis dans le style « Gaudin » du renouveau du métro des années 2000, et les carreaux en céramique blanc biseautés recouvrent les piédroits, la voûte ainsi que les tympans. Les cadres publicitaires sont en céramique blanche et le nom de la station est inscrit en police de caractères Parisine sur des plaques émaillées. Des bancs en lattes de bois sont à disposition des voyageurs.

Quais de la station
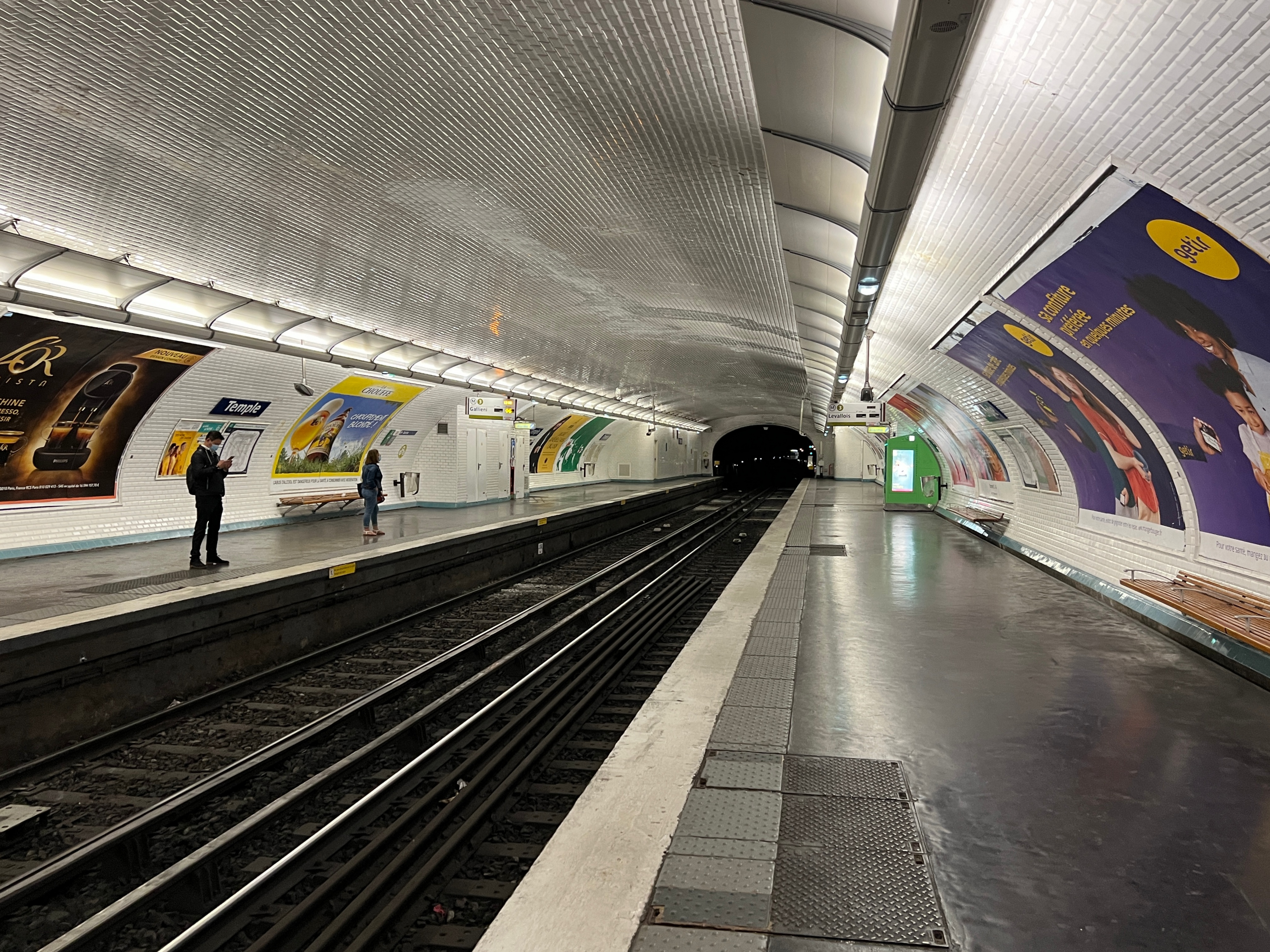
Les quais vus en direction de Pont de Levallois - Bécon.
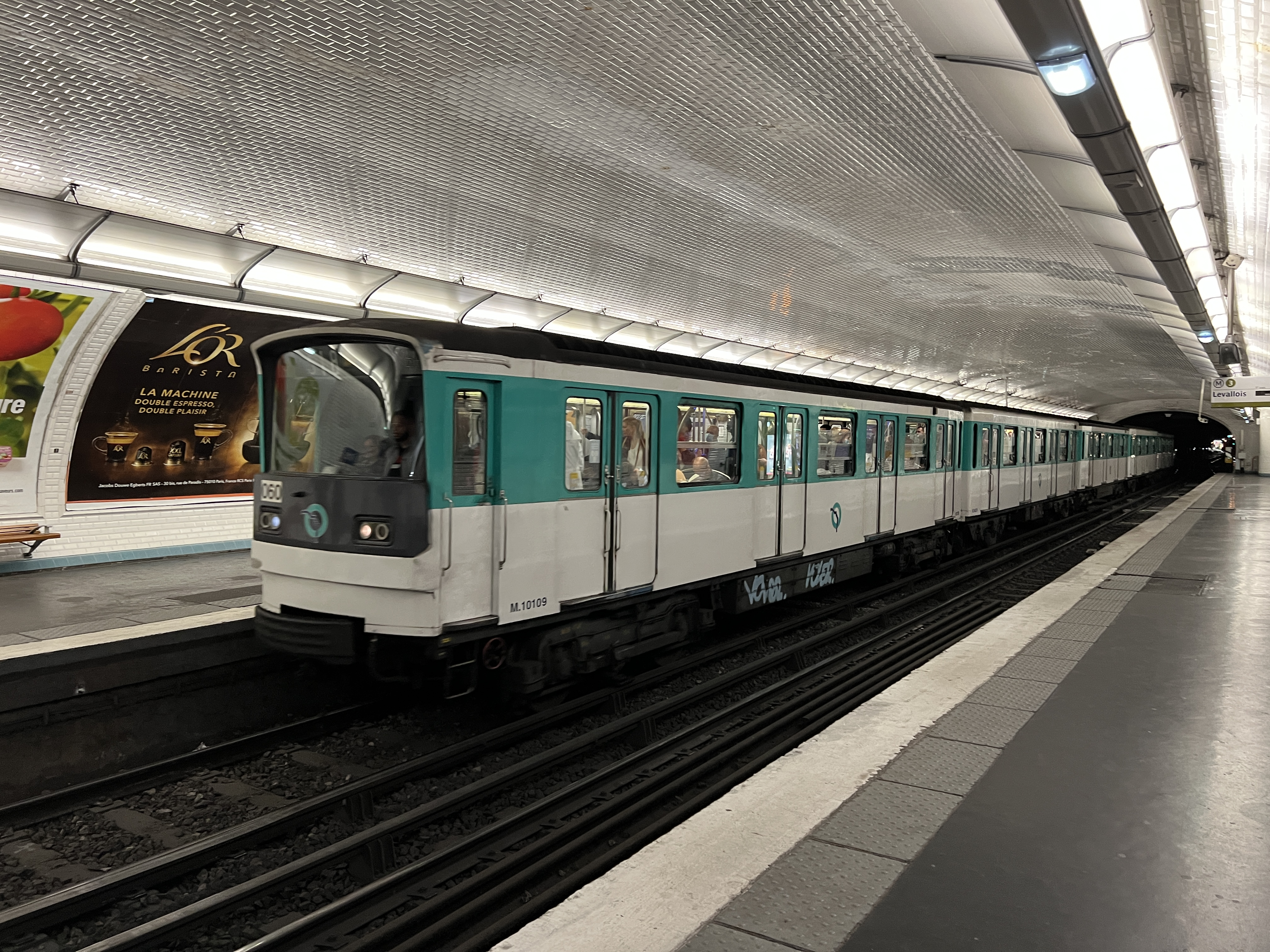
Entrée d'une rame MF 67 rénovée pour Gallieni.
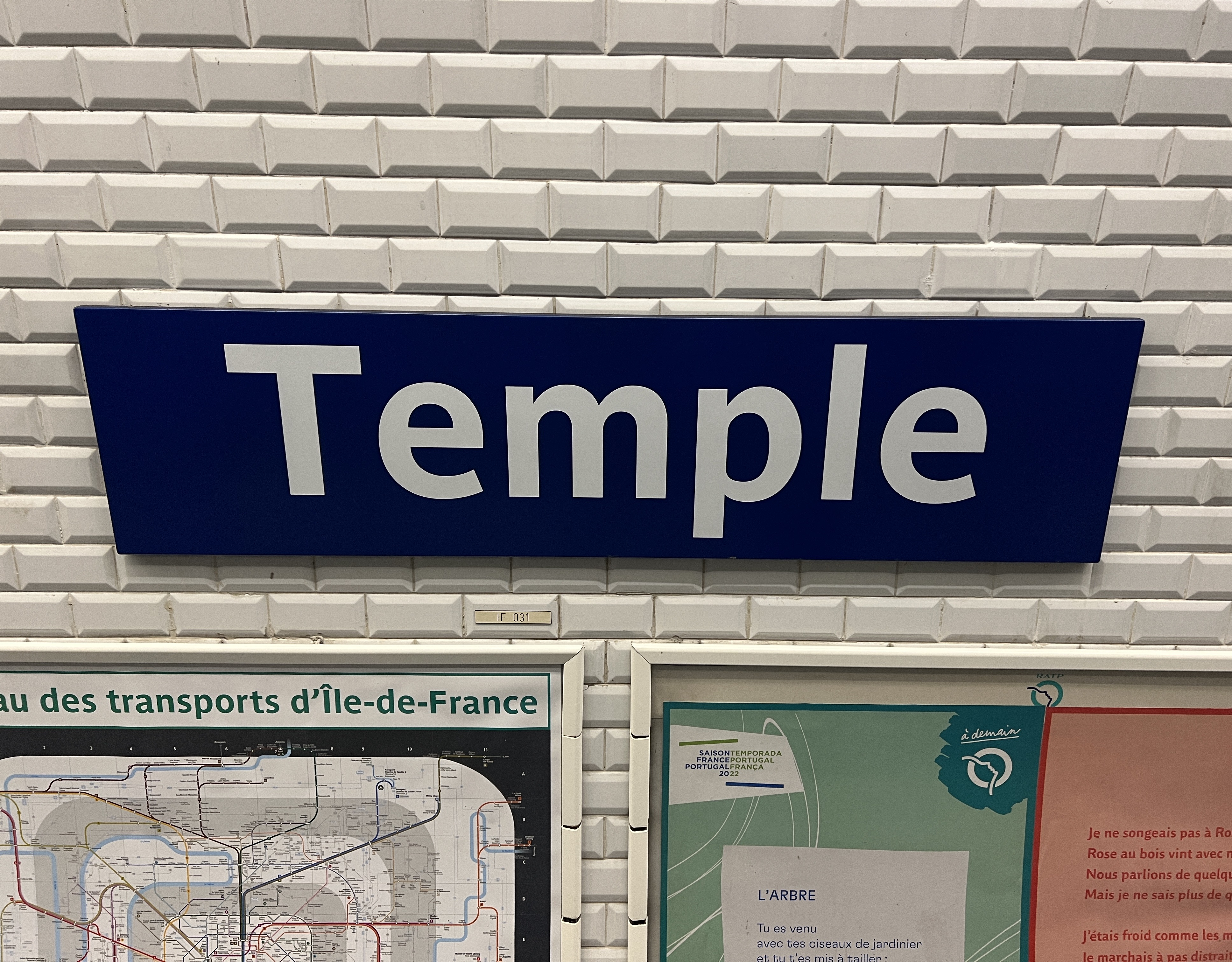
Plaque émaillée indiquant le nom de la station.

### Intermodalité
La station est desservie par les lignes 20 et 75 du réseau de bus RATP et, la nuit, par les lignes N12 et N23 du réseau Noctilien.

## À proximité
- Place de la République
- Église Sainte-Élisabeth-de-Hongrie
- Carreau du Temple
- Square du Temple - Elie-Wiesel
- Mairie du 3e arrondissement
- École supérieure des arts appliqués Duperré